# Каменный (Липецкая область)
Каменный — упразднённый посёлок в Добровском районе Липецкой области России. На момент упразднения входила в состав Каликинского сельсовета. Исключена из учётных данных в 2001 г.

## География
Располагался в истоке одного из ручьев впадающих в реку Скроминку, на расстоянии (по прямой) в 3 км к северо-востоку от деревни Никольское.

## История
Посёлок упразднен постановлением главы администрации Липецкой области от 09 июля 2001 года № 110.